# Модоло
Модоло (італ. Modolo, сард. Mòdolo) — муніципалітет в Італії, у регіоні Сардинія,  провінція Ористано.
Модоло розташоване на відстані близько 380 км на південний захід від Рима, 130 км на північний захід від Кальярі, 45 км на північ від Ористано.
Населення — 172 особи (2014).
Щорічний фестиваль відбувається 11 травня. Покровитель — Андрій Первозваний.

## Демографія
Населення за роками:

Станом на 1 січня 2023 року в муніципалітеті офіційно проживали 4 іноземці з 4 країн, серед них 3 громадяни країн Євросоюзу.

## Сусідні муніципалітети
- Боза
- Флуссіо
- Магомадас
- Суні